# Nethaneel Mitchell-Blake
Nethaneel Joseph Mitchell-Blake (Londra, 2 aprile 1994) è un velocista britannico.

## Palmarès
| Anno                                  | Manifestazione          | Sede           | Evento      | Risultato  | Prestazione | Note                                                     |
| ------------------------------------- | ----------------------- | -------------- | ----------- | ---------- | ----------- | -------------------------------------------------------- |
| In rappresentanza della Gran Bretagna |                         |                |             |            |             |                                                          |
| 2011                                  | Mondiali U18            | Lilla          | 200 m piani | Semifinale | 21"61       |                                                          |
| 2013                                  | Europei U20             | Rieti          | 200 m piani | Oro        | 20"62       |                                                          |
| 2013                                  | Europei U20             | Rieti          | 4×100 m     | 5º         | 40"09       |                                                          |
| 2016                                  | Europei                 | Amsterdam      | 200 m piani | 5º         | 20"60       |                                                          |
| 2016                                  | Giochi olimpici         | Rio de Janeiro | 200 m piani | Semifinale | 20"25       |                                                          |
| 2017                                  | Mondiali                | Londra         | 200 m piani | 4º         | 20"24       |                                                          |
| 2017                                  | Mondiali                | Londra         | 4×100 m     | Oro        | 37"47       | Record europeo · Miglior prestazione mondiale stagionale |
| 2018                                  | Europei                 | Berlino        | 200 m piani | Argento    | 20"04       | Miglior prestazione personale stagionale                 |
| 2018                                  | Europei                 | Berlino        | 4×100 m     | Oro        | 37"80       |                                                          |
| 2019                                  | World Relays            | Yokohama       | 4×100 m     | Bronzo     | 38"15       |                                                          |
| 2019                                  | Mondiali                | Doha           | 4×100 m     | Argento    | 37"36       | Record europeo                                           |
| 2021                                  | Giochi olimpici         | Tokyo          | 200 m piani | Batteria   | 20"56       | Miglior prestazione personale stagionale                 |
| 2021                                  | Giochi olimpici         | Tokyo          | 4×100 m     | dq         | 37"51       | [ 1 ] [ 2 ]                                              |
| 2022                                  | Mondiali                | Eugene         | 200 m piani | Semifinale | 20"30       |                                                          |
| 2022                                  | Mondiali                | Eugene         | 4×100 m     | Bronzo     | 37"83       | Miglior prestazione personale stagionale                 |
| 2022                                  | Europei                 | Monaco         | 200 m piani | Argento    | 20"17       |                                                          |
| 2022                                  | Europei                 | Monaco         | 4×100 m     | Oro        | 37"67       | Record dei campionati                                    |
| 2024                                  | World Relays            | Nassau         | 4×100 m     | 5º         | 38"45       |                                                          |
| 2024                                  | Giochi olimpici         | Parigi         | 4×100 m     | Bronzo     | 37"61       |                                                          |
| 2025                                  | World Relays            | Guangzhou      | 4x100 m     | Finale     | dnf         |                                                          |
| In rappresentanza dell' Inghilterra   |                         |                |             |            |             |                                                          |
| 2022                                  | Giochi del Commonwealth | Birmingham     | 100 m piani | 8º         | 11"10       |                                                          |
| 2022                                  | Giochi del Commonwealth | Birmingham     | 4×100 m     | Oro        | 38"35       |                                                          |